# Walther Ruge
Walther Ruge (* 23. April 1865 in Dresden; † 11. Mai 1943 in Radebeul) war ein deutscher Gymnasiallehrer und Geograph.

## Leben
Walther Ruge, der zweite Sohn des Geographen Sophus Ruge, besuchte das Gymnasium zu Dresden und studierte ab 1883 Klassische Philologie und Geschichte an der Universität Tübingen, wo ihn der Althistoriker Alfred von Gutschmid prägte. Auf Gutschmids Rat wechselte Ruge 1885 an die Universität Leipzig. Dort beeinflussten ihn besonders der Klassische Philologe Curt Wachsmuth, ein Spezialist für griechische Topographie. Ruge gehörte seiner archäologischen Gesellschaft an, daneben auch der philologischen Gesellschaft Otto Ribbecks und dem historischen Seminar unter Wilhelm Arndt, Wilhelm Maurenbrecher und Eduard Meyer. 1888 wurde er mit der Dissertation Quaestiones Strabonianae promoviert. 1890 unternahm er eine Reise durch Kleinasien.
Nach dem Examen arbeitete Ruge in Leipzig am König-Albert-Gymnasium als Oberlehrer. Von 1911 bis 1930 war er Direktor des Gymnasiums in Bautzen. Nach seinem Eintritt in den Ruhestand zog er nach Kötzschenbroda, das 1935 in die Stadt Radebeul eingemeindet wurde, in die Borstraße 31. Er starb am 11. Mai 1943 im Alter von 78 Jahren.
Wie sein Vater beschäftigte sich Ruge mit der historischen Geografie. Er schrieb fast 2000 Artikel zur Geographie des antiken Kleinasiens für die Neubearbeitung von Paulys Realencyclopädie der classischen Altertumswissenschaft (RE).
Ruge war der Vater des Marineoffiziers Friedrich Ruge und über seine Schwägerin verbunden mit Peter von Zahn.

## Schriften (Auswahl)
- Quaestiones Strabonianae. Leipzig 1888 (Digitalisat, mit Lebenslauf)
- Dr. Walther Ruge's Reisen und Aufnahmen in Klein-Asien 1890 1:250 000. In: Dr. A. Petermanns Mitteilungen aus Justus Perthes' Geographischer Anstalt Bd. 38, 1892.
- Sophus Ruge: Die Litteratur zur Geschichte der Erdkunde vom Mittelalter an. Fortgesetzt durch Walther Ruge und Konrad Kretschmer.  Gotha 1895–1926
- mit Ernst Friedrich: Archäologische Karte von Kleinasien. Halle 1899.
- Aelteres kartographisches Material in deutschen Bibliotheken
  - Erster und zweiter Reisebericht. In: Nachrichten von der Königlichen Gesellschaft der Wissenschaften zu Göttingen. Philologisch-historische Klasse 1904, S. 1–69.
  - Dritter Bericht über die Jahre 1904 und 1905.
  - Vierter Bericht über die Jahre 1906-1909.
  - Fünfter Bericht über die Jahre 1910–1913. In: Nachrichten von der Königlichen Gesellschaft der Wissenschaften zu Göttingen. Philologisch-historische Klasse 1916, Beiheft S. 1–128.
- Sophus Ruge: Columbus. 3. Auflage, besorgt von Walther Ruge. Ernst Hofmann & Co., Darmstadt 1927
- Sophus Ruge: Dresden und die Sächsische Schweiz. 2. Auflage, bearbeitet von Walther Ruge. Velhagen & Klasing, Bielefeld 1913
- Sophus Ruge: Dresden und die Sächsische Schweiz. 3. Auflage, bearbeitet von Walther Ruge. Velhagen & Klasing, Bielefeld 1924